# José Xavier Bressane Leite
José Xavier Bressane Leite (Lisboa, 1780 — Luanda, 10 de julho de 1843) foi um oficial general da Armada Portuguesa que se notabilizou como político, tendo, entre outros cargos, exercido as funções de par do reino, Ministro e Secretário de Estado da Marinha e Ultramar (1836) e governador-geral da Província de Angola (1842 e 1843).

## Biografia
Nasceu em Lisboa, sendo batizado na freguesia de Santo Estevão de Alfama, filho de João Bressane Leite de Paula, contador do Arsenal Real do Exército e depois almoxarife do Trem de Estremoz, e de sua esposa, Bárbara Veridiana da Fonseca. Em Lisboa, na igreja Nossa Senhora da Encarnação, casou a 8 de agosto de 1801 com Maria Isabel Sanches Baena, batizada na freguesia de São Sebastião da Pedreira, filha de Felipe Joaquim da Costa e Almeida, batizado na freguesia de Nossa Senhora dos Olivais, e de sua mulher Maria do Carmo Sanches Bahena, batizada na freguesia de Nossa Senhora das Mercês.
Com pendor para as ciências exatas, foi aluno premiado na Academia Real da Marinha. Destinado a seguir a carreira de oficial de Marinha, assentou praça como aspirante em 13 de setembro de 1796, e logo em 22 de outubro desse mesmo ano foi despachado guarda-marinha, e dali a dois anos segundo-tenente. A sua carreira na Marinha de Guerra Portuguesa foi retratada em discurso publicado nos Annaes Maritimos e Coloniais.
No posto de guarda-marinha embarcou na nau Vasco da Gama, navio que integrava a esquadra comandada por António Januário do Vale, encarregada da defesa do Brasil perante a ameaça de agressão francesa. A partir desse primeiro serviço naval teve muitos embarques, em que sempre se mostrou navegante intrépido e hábil oficial da Armada.
Como oficial da Marinha, José Xavier foi ao Brasil na nau Vasco da Gama integrada na esquadra que escoltou a família real portuguesa aquando da transferência da corte portuguesa para o Brasil. Permaneceu por algum tempo no Rio de Janeiro, onde batizou ao menos um filho. No Brasil prestou serviço como comandante da corveta Princesa Real, destacando-se na manutenção da integridade do Reino Unido de Portugal e Brasil, contribuindo para evitar a separação das diversas províncias brasileiras.
Em julho de 1821, ao comando da Princesa Real, fez uma viagem de Pernambuco para Lisboa, conduzindo abordo, entre outros passageiros, os deputados daquela província às recém-eleitas Cortes Gerais e Extraordinárias da Nação Portuguesa e o embaixador do Reino da Sardenha junto da Coroa portuguesa. Em novembro desse ano, largou de Lisboa com o comboio da Bahia, levando embarcado o general José Maria de Moura para o cargo governador das armas da Província de Pernambuco. Nessa viagem tomou a decisão de separar o comboio devido às velocidades muito diferentes de alguns dos navios que o integravam. Dessa decisão resultou ter sido, por portaria de 23 de julho de 1822, ordenada a sua sujeição a conselho de guerra por violação das instruções que recebera para condução do comboio. Foi condenado e destituído do comando, tendo publicado, anonimamente uma Demonstração justificando, de forma cáustica, que a sua conduta fora adequada.
Permaneceu em Lisboa durante o governo de D. Miguel, ocupando-se em diversos serviços da Armada até 1831, tendo nesse ano procurado refúgio na esquadra francesa que em 1831 entrou no porto de Lisboa. Desembarcado em Toulon, daí passou a Marselha, de onde partiu a pé para Paris, juntando-se ao grupo dos exilados liberais que ali estavam acolhidos. Daí partiu para Belle-Isle, onde assumiu o comando da corveta Juno ao serviço dos liberais, acompanhando D. Pedro IV na sua viagem até à ilha Terceira.
Após uma permanência na Terceira, navegou para o Porto no navio Regência. Durante o Cerco do Porto foi nomeado Intendente da Marinha, e depois encarregado dos víveres entrados pela foz e enviado a Vigo para obter víveres para o Porto. A sua ação foi essencial para restabelecer a harmonia com o almirante George Rose Sartorius quando surgiram dúvidas sobre a manutenção daquele almirante britânico no comando das forças navais dos liberais. 
Durante o Cerco do Porto, distinguiu-se na apreensão dos vinhos que estavam armazenados em Vila Nova de Gaia. Nessa ação, foi morto o seu filho Filipe Xavier Bressane Leite, tendo, mesmo nessas difíceis circunstâncias, prosseguido em combate.
Após a conquista de Lisboa, foi nomeado Inspetor do Arsenal da Marinha e encarregue de ir a França tratar da restituição dos navios que a esquadra francesa apresara em 1831. Foi em 1834 nomeado Major General da Armada cargo que ocupou até setembro de 1836, sendo distituído na sequência da Revolução de Setembro. Nesse mesmo ano de 1836, após a Belenzada, integrou o efémero governo que ficou conhecido pelo Gabinete dos Mortos, presidido por José Bernardino de Portugal e Castro, o marquês de Valença, com o cargo de Ministro e Secretário de Estado dos Negócios da Marinha e Ultramar. Com o governo em funções apenas de 4 a 6 de novembro de 1836, nem chegou a tomar posse. Em dezembro do mesmo ano foi nomeado vogal suplente e pouco depois vogal efetivo do Supremo Conselho de Justiça Militar.
Em 1842 foi nomeado governador-geral de Angola. Saiu em junho de 1842 de Lisboa entrando em Angola pelo porto de Moçâmedes. Iniciou o seu mandato com um projeto reformista que não conseguiu levar a cabo, em boa parte porque adoeceu e faleceu em Luanda, no exercício do cargo, em julho de 1843.
Foi um dos fundadores e vice-presidente da Associação Marítima e Colonial. Quando faleceu era fidalgo do Conselho de Sua Majestade Fidelíssima, chefe de esquadra da Armada Real, comendador da Ordem de Avis e condecorado com o grau de cavaleiro da Ordem da Torre e Espada do Valor, Lealdade e Mérito.

## Obras publicadas
- Demonstraçaõ da conducta que teve Bressane, commandando a expediçaõ em que foi J.M. de Moura, para governar as armas em Prenambuco. Tip. Rollandiana, Lisboa, 1822